# Championnats d'Europe de natation
Ne doit pas être confondu avec Championnats d'Europe de natation en petit bassin.
Les Championnats d'Europe de natation créés en 1926 regroupent toutes les disciplines gérées par la Fédération internationale de natation : course en bassin de 50 mètres, course en eau vive, natation synchronisée, plongeon et water-polo. Ils sont organisés par la Ligue européenne de natation. Le water-polo dispose désormais d'un championnat d'Europe à part entière et ne fait plus partie du programme des championnats d'Europe de natation comme ce fut longtemps le cas.
Pour les courses de natation en bassin de 25 mètres, des Championnats d'Europe de natation en petit bassin, anciennement Championnats d'Europe de sprint de natation, existent depuis 1991.

## Éditions
| N° | Année | Ville                 | Pays                 | Dates                         | Nations présentes | Nageurs engagés | Meilleure nation   |
| -- | ----- | --------------------- | -------------------- | ----------------------------- | ----------------- | --------------- | ------------------ |
| 1  | 1926  | Budapest              | Royaume de Hongrie   | 18–22 août 1926               | 15                | 150             | Allemagne          |
| 2  | 1927  | Bologne               | Italie               | 31 août – 4 septembre 1927    | ?                 | ?               | Suède              |
| 3  | 1931  | Paris                 | France               | 23–30 août 1931               | ?                 | ?               | Royaume de Hongrie |
| 4  | 1934  | Magdebourg            | Reich allemand       | 12–19 août 1934               | ?                 | ?               | Pays-Bas           |
| 5  | 1938  | Londres               | Royaume-Uni          | 6–13 août 1938                | ?                 | ?               | Danemark           |
| 6  | 1947  | Roquebrune-Cap-Martin | France               | 10–14 septembre 1947          | ?                 | ?               | France             |
| 7  | 1950  | Vienne                | Autriche             | 20–27 août 1950               | ?                 | ?               | France             |
| 8  | 1954  | Turin                 | Italie (2)           | 31 août – 5 septembre 1954    | ?                 | ?               | Hongrie            |
| 9  | 1958  | Budapest              | Hongrie (2)          | 31 août – 6 septembre 1958    | ?                 | ?               | Pays-Bas           |
| 10 | 1962  | Leipzig               | Allemagne de l'Est   | 18–25 août 1962               | ?                 | ?               | Pays-Bas           |
| 11 | 1966  | Utrecht               | Pays-Bas             | 20–27 août 1966               | ?                 | ?               | Union soviétique   |
| 12 | 1970  | Barcelone             | Espagne              | 5–13 septembre 1970           | ?                 | ?               | Allemagne de l'Est |
| 13 | 1974  | Vienne                | Autriche (2)         | 18–25 août 1974               | ?                 | ?               | Allemagne de l'Est |
| 14 | 1977  | Jönköping             | Suède                | 13–21 août 1977               | ?                 | ?               | Allemagne de l'Est |
| 15 | 1981  | Split                 | Yougoslavie          | 5–12 septembre 1981           | ?                 | ?               | Allemagne de l'Est |
| 16 | 1983  | Rome                  | Italie (3)           | 20–27 août 1983               | ?                 | ?               | Allemagne de l'Est |
| 17 | 1985  | Sofia                 | Bulgarie             | 4–11 août 1985                | ?                 | ?               | Allemagne de l'Est |
| 18 | 1987  | Strasbourg            | France (2)           | 16–23 août 1987               | ?                 | ?               | Allemagne de l'Est |
| 19 | 1989  | Bonn                  | Allemagne de l'Ouest | 12–20 août 1989               | ?                 | ?               | Allemagne de l'Est |
| 20 | 1991  | Athènes               | Grèce                | 16–25 août 1991               | ?                 | ?               | Union soviétique   |
| 21 | 1993  | Sheffield             | Royaume-Uni (2)      | 29 juillet – 8 août 1993      | ?                 | ?               | Allemagne          |
| 22 | 1995  | Vienne                | Autriche (3)         | 22–27 août 1995               | ?                 | ?               | Russie             |
| 23 | 1997  | Séville               | Espagne (2)          | 13–24 août 1997               | ?                 | ?               | Russie             |
| 24 | 1999  | Istanbul              | Turquie              | 22 juillet – 1er août 1999    | ?                 | ?               | Allemagne          |
| 25 | 2000  | Helsinki              | Finlande             | 28 juin – 9 juillet 2000      | ?                 | ?               | Russie             |
| 26 | 2002  | Berlin                | Allemagne (2)        | 25 juillet – 9 août 2002      | ?                 | ?               | Allemagne          |
| 27 | 2004  | Madrid                | Espagne (3)          | 5–16 mai 2004                 | ?                 | ?               | Ukraine            |
| 28 | 2006  | Budapest              | Hongrie (3)          | 26 juillet – 6 août 2006      | 40                | 1 008           | Russie             |
| 29 | 2008  | Eindhoven             | Pays-Bas (2)         | 13–24 mars 2008               | 39                | 1 000           | Russie             |
| 30 | 2010  | Budapest              | Hongrie (4)          | 4–15 août 2010                | 43                | 969             | Russie             |
| 31 | 2012, | Eindhoven Debrecen    | Pays-Bas Hongrie (5) | 15–20 mai 2012 21–27 mai 2012 | ?                 | ?               | Italie             |
| 32 | 2014  | Berlin                | Allemagne (3)        | 13–24 août 2014               | ?                 | ?               | Royaume-Uni        |
| 33 | 2016  | Londres               | Royaume-Uni (3)      | 9–22 mai 2016                 | ?                 | ?               | Royaume-Uni        |
| 34 | 2018  | Glasgow               | Royaume-Uni (4)      | 3–12 août 2018                | ?                 | ?               | Russie             |
| 35 | 2020  | Budapest              | Hongrie (6)          | 10–23 mai 2021                | ?                 | ?               | Russie             |
| 36 | 2022  | Rome                  | Italie (4)           | 11–21 août 2022               |                   |                 | Italie             |
| 37 | 2024  | Belgrade              | Serbie (2)           | 10–23 juin 2024               |                   |                 |                    |
| 38 | 2026  | Saint-Denis et Paris  | France (3)           | 26 juillet - 9 août 2026      |                   |                 |                    |

## Disciplines

### Disciplines par édition
| Année | Édition         | Eau libre | Natation sportive | Natation synchronisée | Plongeon | Water-polo |
| ----- | --------------- | --------- | ----------------- | --------------------- | -------- | ---------- |
| 1926  | Ire édition     |           | x                 |                       | x        | x          |
| 1927  | IIe édition     |           | x                 |                       | x        | x          |
| 1931  | IIIe édition    |           | x                 |                       | x        | x          |
| 1934  | IVe édition     |           | x                 |                       | x        | x          |
| 1938  | Ve édition      |           | x                 |                       | x        | x          |
| 1947  | VIe édition     |           | x                 |                       | x        | x          |
| 1950  | VIIe édition    |           | x                 |                       | x        | x          |
| 1954  | VIIIe édition   |           | x                 |                       | x        | x          |
| 1958  | IXe édition     |           | x                 |                       | x        | x          |
| 1962  | Xe édition      |           | x                 |                       | x        | x          |
| 1966  | XIe édition     |           | x                 |                       | x        | x          |
| 1970  | XIIe édition    |           | x                 |                       | x        | x          |
| 1974  | XIIIe édition   |           | x                 | x                     | x        | x          |
| 1977  | XIVe édition    |           | x                 | x                     | x        | x          |
| 1981  | XVe édition     |           | x                 | x                     | x        | x          |
| 1983  | XVIe édition    |           | x                 | x                     | x        | x          |
| 1985  | XVIIe édition   |           | x                 | x                     | x        | x          |
| 1987  | XVIIIe édition  |           | x                 | x                     | x        | x          |
| 1989  | XIXe édition    |           | x                 | x                     | x        | x          |
| 1991  | XXe édition     |           | x                 | x                     | x        | x          |
| 1993  | XXIe édition    |           | x                 | x                     | x        | x          |
| 1995  | XXIIe édition   | x         | x                 | x                     | x        | x          |
| 1997  | XXIIIe édition  | x         | x                 | x                     | x        | x          |
| 1999  | XXIVe édition   | x         | x                 | x                     | x        |            |
| 2000  | XXVe édition    | x         | x                 | x                     | x        |            |
| 2002  | XXVIe édition   | x         | x                 | x                     | x        |            |
| 2004  | XXVIIe édition  | x         | x                 | x                     | x        |            |
| 2006  | XXVIIIe édition | x         | x                 | x                     | x        |            |
| 2008  | XXIXe édition   |           | x                 | x                     | x        |            |
| 2010  | XXXe édition    | x         | x                 | x                     | x        |            |
| 2012  | XXXIe édition   |           | x                 | x                     | x        |            |
| 2014  | XXXIIe édition  | x         | x                 | x                     | x        |            |
| 2016  | XXXIIIe édition |           | x                 | x                     | x        |            |
| 2018  | XXXIVe édition  | x         | x                 | x                     | x        |            |
| 2020  | XXXVe édition   | x         | x                 | x                     | x        |            |
| 2022  | XXXVIe édition  | x         | x                 | x                     | x        |            |

### Natation sportive
Depuis l'édition 2008 d'Eindhoven, 40 épreuves de natation sportive, 20 pour les hommes et 20 pour les femmes, sont disputées lors des championnats d'Europe : 
- Brasse : 50, 100 et 200 m.
- Dos : 50, 100 et 200 m.
- Nage libre : 50, 100, 200, 400, 800 et 1 500 m.
- Papillon : 50, 100 et 200 m.
- Quatre nages : 200 et 400 m.
- Relais : 4 × 100 m nage libre, 4 × 200 m nage libre et 4 × 100 m quatre nages.

À celles-ci se sont ajoutées depuis l'édition 2014 de Berlin deux épreuves mixtes de relais : 4 × 100 m nage libre et 4 × 100 m quatre nages.
Et enfin lors de l'édition 2018 de Glasgow, le relais 4 x 200 nage libre mixte a fait son apparition pour la première fois.
Depuis 1926, le nombre d'épreuves n'a cessé d'augmenter. Le tableau qui suit donne les années d'introduction des différentes épreuves.
| Style de nage                | Épreuve | Année d'introduction | Année d'introduction |
| Style de nage                | Épreuve | Hommes               | Femmes               |
| Brasse                       |         |                      |                      |
| ---------------------------- | ------- | -------------------- | -------------------- |
| Brasse                       | 50 m    | 1999                 | 1999                 |
| Brasse                       | 100 m   | 1970                 | 1970                 |
| Brasse                       | 200 m   | 1926                 | 1927                 |
| Dos                          |         |                      |                      |
| 50 m                         | 1999    | 1999                 |                      |
| 100 m                        | 1926    | 1927                 |                      |
| 200 m                        | 1962    | 1970                 |                      |
| Nage libre                   |         |                      |                      |
| 50 m                         | 1987    | 1987                 |                      |
| 100 m                        | 1926    | 1927                 |                      |
| 200 m                        | 1970    | 1970                 |                      |
| 400 m                        | 1926    | 1927                 |                      |
| 800 m                        | 2008    | 1970                 |                      |
| 1 500 m                      | 1926    | 2008                 |                      |
| Papillon                     |         |                      |                      |
| 50 m                         | 1999    | 1999                 |                      |
| 100 m                        | 1970    | 1954                 |                      |
| 200 m                        | 1954    | 1970                 |                      |
| Quatre nages                 |         |                      |                      |
| 200 m                        | 1970    | 1970                 |                      |
| 400 m                        | 1962    | 1962                 |                      |
| Relais                       |         |                      |                      |
| 4 × 100 m nage libre         | 1962    | 1927                 |                      |
| 4 × 200 m nage libre         | 1926    | 1983                 |                      |
| 4 × 100 m quatre nages       | 1958    | 1958                 |                      |
| 4 × 100 m nage libre mixte   | 2014    | 2014                 |                      |
| 4 × 100 m quatre nages mixte | 2014    | 2014                 |                      |
| 4 x 200 m nage libre mixte   | 2018    | 2018                 |                      |

## Records

### Records des championnats en natation sportive
| Épreuve                | Temps          | Nageur                                                                       | Pays        | Édition        |
| Nage libre             | Nage libre     | Nage libre                                                                   | Nage libre  | Nage libre     |
| ---------------------- | -------------- | ---------------------------------------------------------------------------- | ----------- | -------------- |
| 50 m                   | 21 s 32        | Florent Manaudou                                                             | France      | Berlin 2014    |
| 100 m                  | 46 s 86        | David Popovici                                                               | Roumanie    | Rome 2022      |
| 200 m                  | 1 min 44 s 79  | Martin Malyutin                                                              | Russie      | Budapest 2020  |
| 400 m                  | 3 min 44 s 01  | Gabriele Detti                                                               | Italie      | Londres 2016   |
| 800 m                  | 7 min 42 s 33  | Gregorio Paltrinieri                                                         | Italie      | Londres 2016   |
| 1 500 m                | 14 min 34 s 04 | Gregorio Paltrinieri                                                         | Italie      | Londres 2016   |
| Dos                    |                |                                                                              |             |                |
| 50 m                   | 23 s 80        | Kliment Kolesnikov                                                           | Russie      | Budapest 2020  |
| 100 m                  | 52 s 11        | Camille Lacourt                                                              | France      | Budapest 2010  |
| 200 m                  | 1 min 55 s 44  | Arkadi Viatchanine                                                           | Russie      | Budapest 2006  |
| Brasse                 |                |                                                                              |             |                |
| 50 m                   | 26 s 62        | Adam Peaty                                                                   | Royaume-Uni | Berlin 2014    |
| 100 m                  | 58 s 36        | Adam Peaty                                                                   | Royaume-Uni | Londres 2016   |
| 200 m                  | 2 min 7 s 47   | Marco Koch                                                                   | Allemagne   | Berlin 2014    |
| Papillon               |                |                                                                              |             |                |
| 50 m                   | 22 s 87        | Andriy Govorov                                                               | Ukraine     | Berlin 2014    |
| 100 m                  | 50 s 86        | László Cseh                                                                  | Hongrie     | Londres 2016   |
| 200 m                  | 1 min 51 s 10  | Kristóf Milák                                                                | Hongrie     | Budapest 2020  |
| Quatre nages           |                |                                                                              |             |                |
| 200 m                  | 1 min 57 s 73  | László Cseh                                                                  | Hongrie     | Budapest 2010  |
| 400 m                  | 4 min 9 s 59   | László Cseh                                                                  | Hongrie     | Eindhoven 2008 |
| Relais                 |                |                                                                              |             |                |
| 4 × 100 m nage libre   | 3 min 11 s 64  | Mehdy Metella Fabien Gilot Florent Manaudou Jérémy Stravius                  | France      | Berlin 2014    |
| 4 × 200 m nage libre   | 7 min 3 s 48   | Martin Malyutin Mikhail Vekovishchev Alexander Krasnykh Aleksandr Shchegolev | Russie      | Budapest 2020  |
| 4 × 100 m quatre nages | 3 min 31 s 32  | Camille Lacourt Hugues Duboscq Frédérick Bousquet Fabien Gilot               | France      | Budapest 2010  |

| Épreuve                | Temps          | Nageuse                                                                  | Pays        | Édition        |
| Nage libre             | Nage libre     | Nage libre                                                               | Nage libre  | Nage libre     |
| ---------------------- | -------------- | ------------------------------------------------------------------------ | ----------- | -------------- |
| 50 m                   | 24 s 09        | Marleen Veldhuis                                                         | Pays-Bas    | Eindhoven 2008 |
| 100 m                  | 52 s 67        | Sarah Sjöström                                                           | Suède       | Berlin 2014    |
| 200 m                  | 1 min 55 s 45  | Federica Pellegrini                                                      | Italie      | Berlin 2014    |
| 400 m                  | 4 min 1 s 53   | Federica Pellegrini                                                      | Italie      | Berlin 2014    |
| 800 m                  | 8 min 15 s 54  | Jazmin Carlin                                                            | Royaume-Uni | Berlin 2014    |
| 1 500 m                | 15 min 50 s 22 | Boglárka Kapás                                                           | Hongrie     | Londres 2016   |
| Dos                    |                |                                                                          |             |                |
| 50 m                   | 27 s 57        | Francesca Halsall                                                        | Royaume-Uni | Londres 2016   |
| 100 m                  | 58 s 73        | Mie Nielsen                                                              | Danemark    | Londres 2016   |
| 200 m                  | 2 min 6 s 62   | Krisztina Egerszegi                                                      | Hongrie     | Berlin 2014    |
| Brasse                 |                |                                                                          |             |                |
| 50 m                   | 29 s 88        | Rūta Meilutytė                                                           | Lituanie    | Berlin 2014    |
| 100 m                  | 1 min 6 s 23   | Rikke Møller Pedersen                                                    | Danemark    | Berlin 2014    |
| 200 m                  | 2 min 19 s 84  | Rikke Møller Pedersen                                                    | Danemark    | Berlin 2014    |
| Papillon               |                |                                                                          |             |                |
| 50 m                   | 24 s 87        | Sarah Sjöström                                                           | Suède       | Berlin 2014    |
| 100 m                  | 55 s 89        | Sarah Sjöström                                                           | Suède       | Londres 2016   |
| 200 m                  | 2 min 4 s 79   | Mireia Belmonte García                                                   | Espagne     | Berlin 2014    |
| Quatre nages           |                |                                                                          |             |                |
| 200 m                  | 2 min 7 s 30   | Katinka Hosszú                                                           | Hongrie     | Londres 2016   |
| 400 m                  | 4 min 30 s 90  | Katinka Hosszú                                                           | Hongrie     | Londres 2016   |
| Relais                 |                |                                                                          |             |                |
| 4 × 100 m nage libre   | 3 min 33 s 62  | Inge Dekker Ranomi Kromowidjojo Femke Heemskerk Marleen Veldhuis         | Pays-Bas    | Budapest 2006  |
| 4 × 200 m nage libre   | 7 min 50 s 53  | Alice Mizzau Stefania Pirozzi Chiara Masini Luccetti Federica Pellegrini | Italie      | Berlin 2014    |
| 4 × 100 m quatre nages | 3 min 55 s 62  | Jeanette Ottesen Rikke Møller Pedersen Mie Nielsen Pernille Blume        | Danemark    | Berlin 2014    |

## Tableau des médailles (toutes les disciplines)
Ce tableau mis à jour après l'édition 2024 liste et classe le nombre de médailles remportées par chaque pays lors des Championnats d'Europe de natation depuis la première édition en 1926. Il a été établi par compilation des tableaux de médailles de chaque édition (cf. les articles correspondants). Il prend en compte la natation sportive en bassin de 50 m, la nage en eau libre, la natation synchronisée, le plongeon et le water-polo dans la mesure où ces disciplines figuraient dans le programme officiel des éditions concernées.
| Rang  | Nation               | Or   | Argent | Bronze | Total |
| ----- | -------------------- | ---- | ------ | ------ | ----- |
| 1     | Russie               | 197  | 116    | 87     | 400   |
| 2     | Allemagne            | 174  | 165    | 136    | 475   |
| 3     | Allemagne de l'Est   | 143  | 115    | 68     | 326   |
| 4     | Hongrie              | 133  | 116    | 89     | 338   |
| 5     | Italie               | 126  | 157    | 201    | 484   |
| 6     | Royaume-Uni          | 114  | 120    | 141    | 375   |
| 7     | Union soviétique     | 97   | 87     | 79     | 263   |
| 8     | France               | 92   | 101    | 98     | 291   |
| 9     | Pays-Bas             | 90   | 95     | 90     | 275   |
| 10    | Suède                | 70   | 78     | 75     | 223   |
| 11    | Ukraine              | 69   | 73     | 69     | 211   |
| 12    | Allemagne de l'Ouest | 41   | 33     | 49     | 123   |
| 13    | Espagne              | 38   | 62     | 51     | 151   |
| 14    | Danemark             | 30   | 24     | 34     | 88    |
| 15    | Pologne              | 23   | 25     | 29     | 77    |
| 16    | Autriche             | 17   | 20     | 24     | 61    |
| 17    | Roumanie             | 14   | 26     | 32     | 72    |
| 18    | Finlande             | 13   | 9      | 12     | 34    |
| 19    | Grèce                | 12   | 20     | 28     | 60    |
| 20    | Israël               | 7    | 6      | 12     | 25    |
| 21    | Norvège              | 6    | 9      | 5      | 20    |
| 22    | Belgique             | 6    | 7      | 17     | 30    |
| 23    | République tchèque   | 6    | 2      | 15     | 23    |
| 24    | Biélorussie          | 5    | 10     | 17     | 32    |
| 25    | Irlande              | 5    | 7      | 2      | 14    |
| 26    | Serbie               | 5    | 1      | 2      | 8     |
| 27    | Suisse               | 4    | 12     | 20     | 36    |
| 28    | Lituanie             | 4    | 6      | 11     | 21    |
| 29    | Slovaquie            | 3    | 11     | 4      | 18    |
| 30    | Bulgarie             | 3    | 4      | 9      | 16    |
| 31    | Yougoslavie          | 2    | 15     | 13     | 30    |
| 32    | Croatie              | 2    | 7      | 7      | 16    |
| 33    | Slovénie             | 2    | 5      | 10     | 17    |
| 34    | Tchécoslovaquie      | 2    | 4      | 11     | 17    |
| 35    | Turquie              | 2    | 1      | 5      | 8     |
| 36    | Portugal             | 1    | 1      | 5      | 7     |
| 37    | Bosnie-Herzégovine   | 1    | 1      | 1      | 3     |
| 38    | Estonie              | 1    | 1      | 0      | 2     |
| 39    | Îles Féroé           | 0    | 3      | 0      | 3     |
| 40    | Islande              | 0    | 2      | 1      | 3     |
| 41    | Arménie              | 0    | 0      | 1      | 1     |
| Total | Total                | 1560 | 1557   | 1560   | 4677  |

## Tableau des médailles (uniquement natation sportive en bassin de 50 m)
Ce tableau remis à jour après l’édition 2024 liste et classe le nombre de médailles remportées par chaque pays lors des Championnats d'Europe de natation depuis la première édition en 1926. Il ne concerne que la natation sportive en bassin de 50 m. La nage en eau libre, la natation synchronisée, le plongeon et le water-polo ne sont pas pris en compte.
| Rang  | Nation               | Or   | Argent | Bronze | Total |
| ----- | -------------------- | ---- | ------ | ------ | ----- |
| 1     | Allemagne de l'Est   | 132  | 100    | 55     | 287   |
| 2     | Hongrie              | 114  | 97     | 75     | 286   |
| 3     | Allemagne            | 94   | 89     | 73     | 256   |
| 4     | Russie               | 79   | 58     | 45     | 182   |
| 5     | Italie               | 76   | 91     | 107    | 274   |
| 6     | Royaume-Uni          | 73   | 92     | 113    | 278   |
| 7     | France               | 70   | 64     | 64     | 198   |
| 8     | Pays-Bas             | 65   | 82     | 75     | 222   |
| 9     | Suède                | 62   | 58     | 66     | 186   |
| 10    | Union soviétique     | 61   | 55     | 52     | 168   |
| 11    | Ukraine              | 35   | 31     | 25     | 91    |
| 12    | Allemagne de l'Ouest | 35   | 27     | 42     | 104   |
| 13    | Danemark             | 28   | 24     | 30     | 82    |
| 14    | Espagne              | 23   | 26     | 28     | 77    |
| 15    | Pologne              | 22   | 24     | 27     | 73    |
| 16    | Roumanie             | 13   | 25     | 32     | 70    |
| 17    | Finlande             | 11   | 7      | 8      | 26    |
| 18    | Grèce                | 10   | 13     | 20     | 43    |
| 19    | Autriche             | 9    | 10     | 12     | 31    |
| 20    | Israël               | 7    | 6      | 9      | 22    |
| 21    | Norvège              | 6    | 8      | 5      | 19    |
| 22    | Belgique             | 6    | 7      | 14     | 27    |
| 23    | République tchèque   | 6    | 2      | 11     | 19    |
| 24    | Biélorussie          | 5    | 7      | 10     | 22    |
| 25    | Irlande              | 5    | 7      | 1      | 13    |
| 26    | Serbie               | 5    | 1      | 1      | 7     |
| 27    | Suisse               | 4    | 8      | 11     | 23    |
| 28    | Lituanie             | 4    | 6      | 11     | 21    |
| 29    | Slovaquie            | 3    | 11     | 2      | 16    |
| 30    | Croatie              | 2    | 7      | 7      | 16    |
| 31    | Slovénie             | 2    | 5      | 10     | 17    |
| 32    | Bulgarie             | 2    | 3      | 7      | 12    |
| 33    | Turquie              | 2    | 1      | 5      | 8     |
| 34    | Yougoslavie          | 1    | 7      | 9      | 17    |
| 35    | Tchécoslovaquie      | 1    | 3      | 9      | 13    |
| 36    | Portugal             | 1    | 1      | 4      | 6     |
| 37    | Bosnie-Herzégovine   | 1    | 1      | 1      | 3     |
| 38    | Estonie              | 1    | 1      | 0      | 2     |
| 39    | Îles Féroé           | 0    | 3      | 0      | 3     |
| 40    | Islande              | 0    | 2      | 1      | 3     |
| Total | Total                | 1076 | 1070   | 1077   | 3223  |